# Мюрсель Бакю
Мюрсель Паша (тур. Mürsel Bakû, азерб. Mürsəl Bakı; известный первоначально как Хаккы Мюрсель-бей (1881 — 2 февраля 1945) — османский, турецкий военный и политический деятель. Генерал-лейтенант.

## Жизнь и деятельность
Родился в 1881 году в Эрзуруме. После окончания школы поступил в военное училище. Стал офицером. Позже окончил Военную академию. В 1904 году капитан.
В конце Первой мировой войны командовал 5-й Кавказской пехотной дивизией, которая летом 1918 года вошла в состав вновь сформированной на территории Азербайджана Кавказской исламской армии генерал-лейтенанта Нури-пашы. В сентябре 1918 года принимал участие в Битве за Баку. Мюрсель Паша организовал перемещение столицы Азербайджанской Демократической Республики из Гянджи в Баку.
После окончания Первой мировой войны был арестован британцами и депортирован на Мальту . После освобождения 3 ноября 1921 года он прибыл в Анатолию и присоединился к Турецкой войне за независимость. Во время Великого наступления (август 1922) он был командиром дивизии I Кавалеры и получил звание «Мирлива». Мюрсель Паша, стал первым турецким генералом, водрузившим турецкий флаг над резиденцией губернатора в Смирне. В течение некоторого времени он служил адвокатом в VII армейском корпусе. 23 августа 1938 года вышел в отставку в звании генерал-лейтенанта. Представлял ил Коджаэли в VII созыве Великого национального собрания Турции.
Умер в 1945 году в Стамбуле.